# Victoria (Grenada)
Victoria is een plaats in Grenada. Het is de hoofdstad van de Saint Mark parish.  De plaats is gelegen aan de westkust van het eiland Grenada en, met bijna 2.300 inwoners, de op drie na grootste plaats van Grenada. 

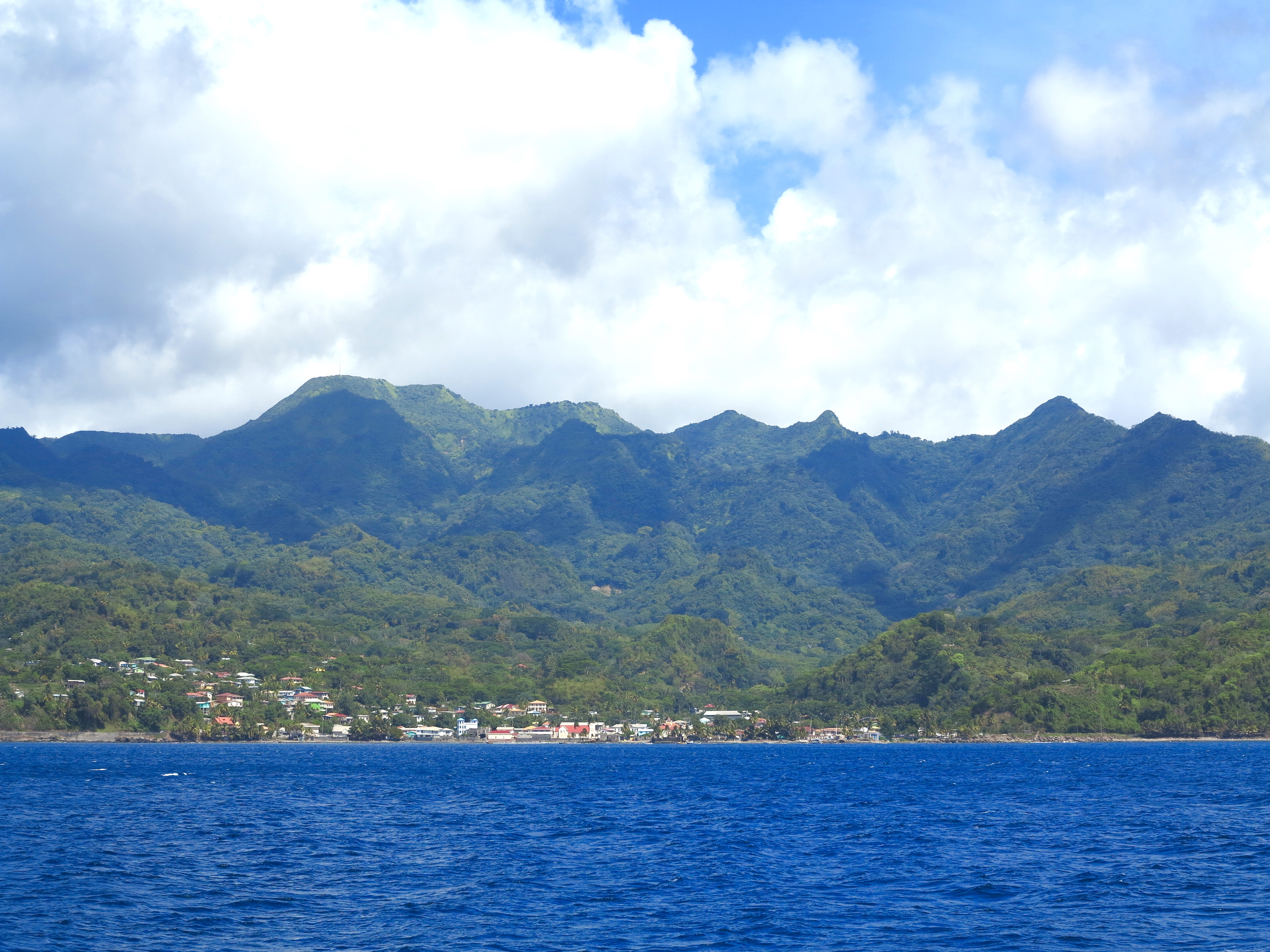
Mount Saint Catherine gezien vanaf de kust van Victoria aan de westkust van Grenada.